# هانس يورغن هولم
هانس يورغن هولم (بالدنماركية: Hans J. Holm)‏ هو مهندس معماري دنماركي، ولد في 9 مايو 1835 في كوبنهاغن في الدنمارك، وتوفي في 22 يوليو 1916 في  في الدنمارك.

## معرض صور

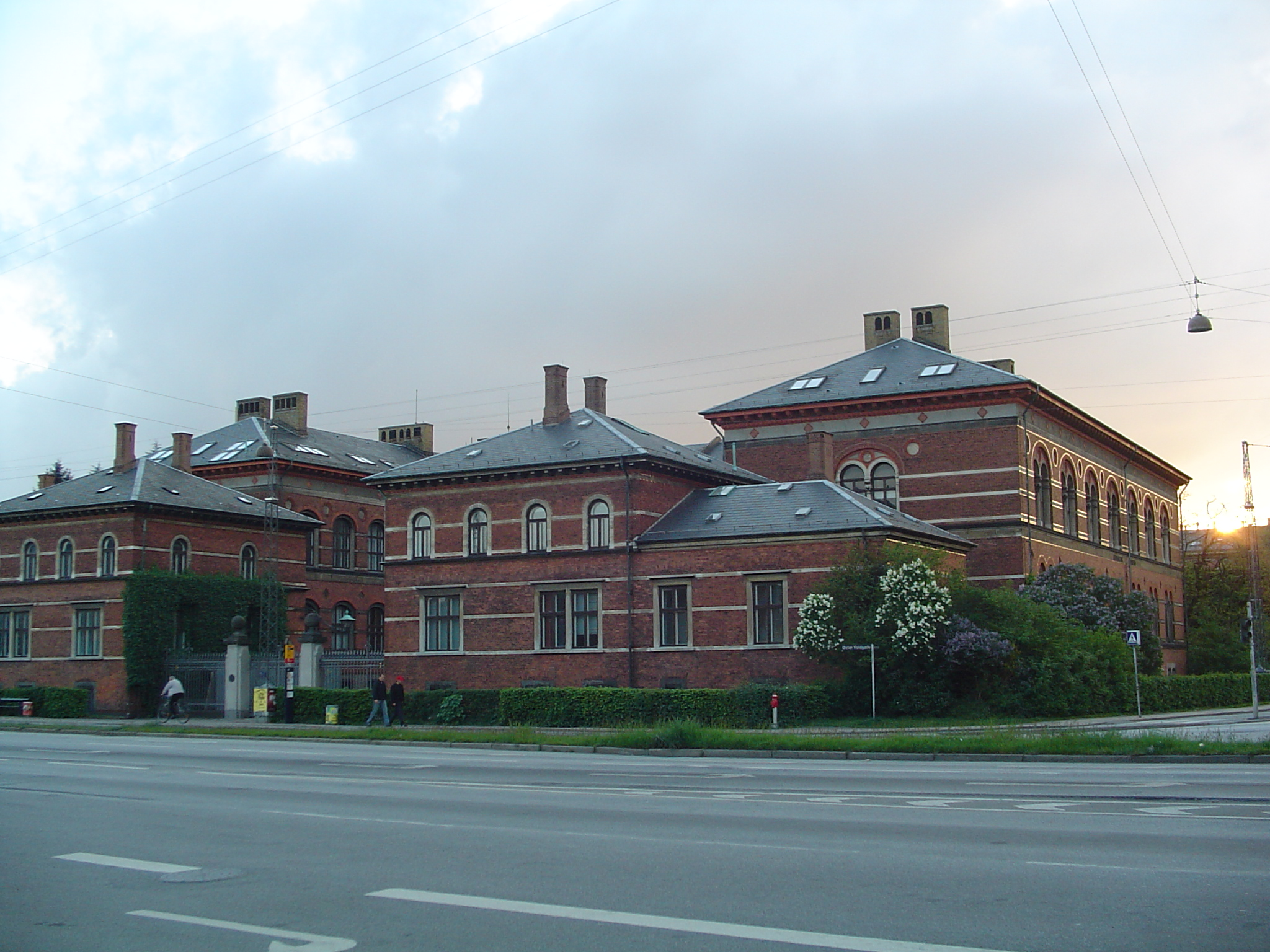
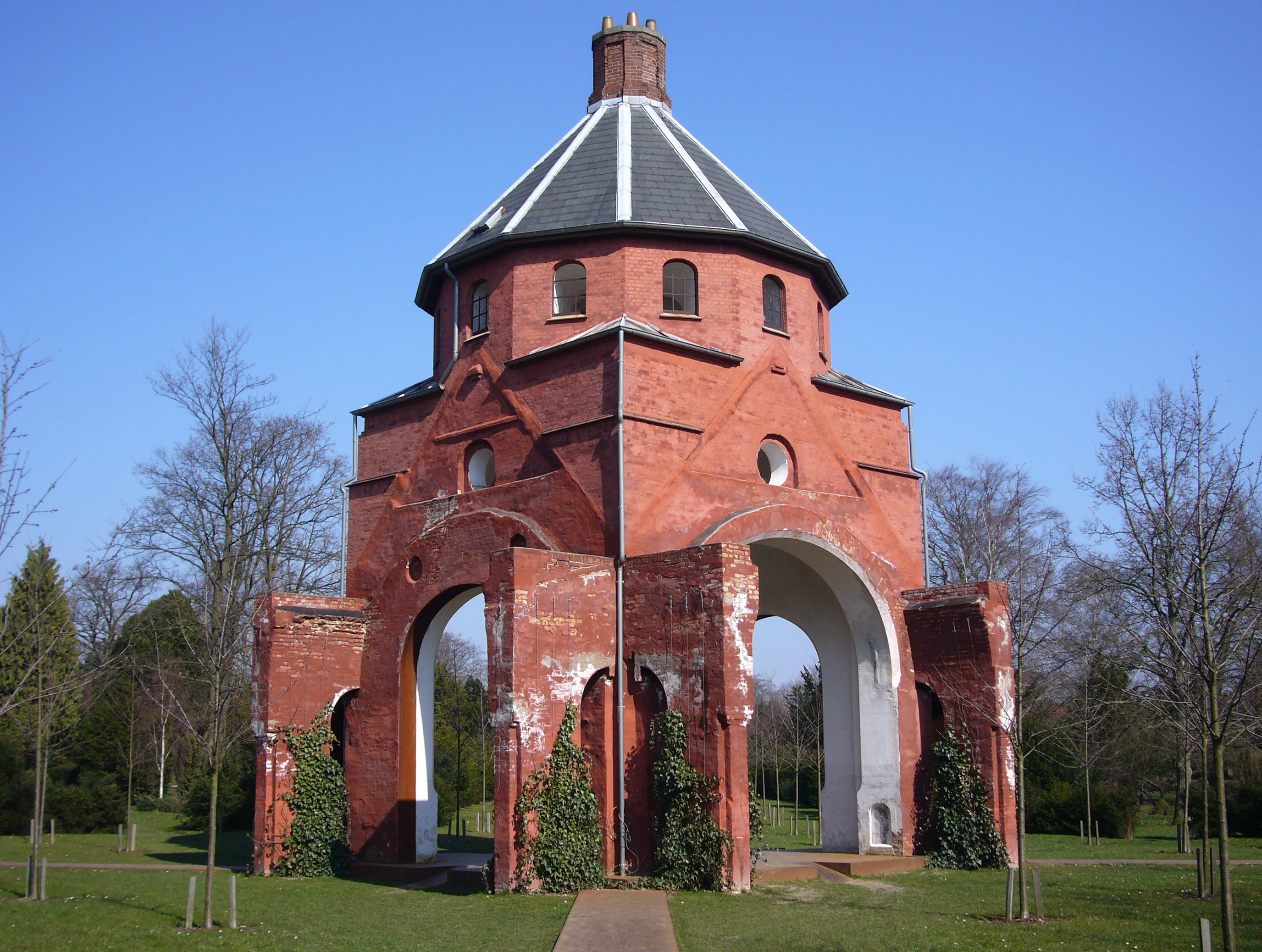
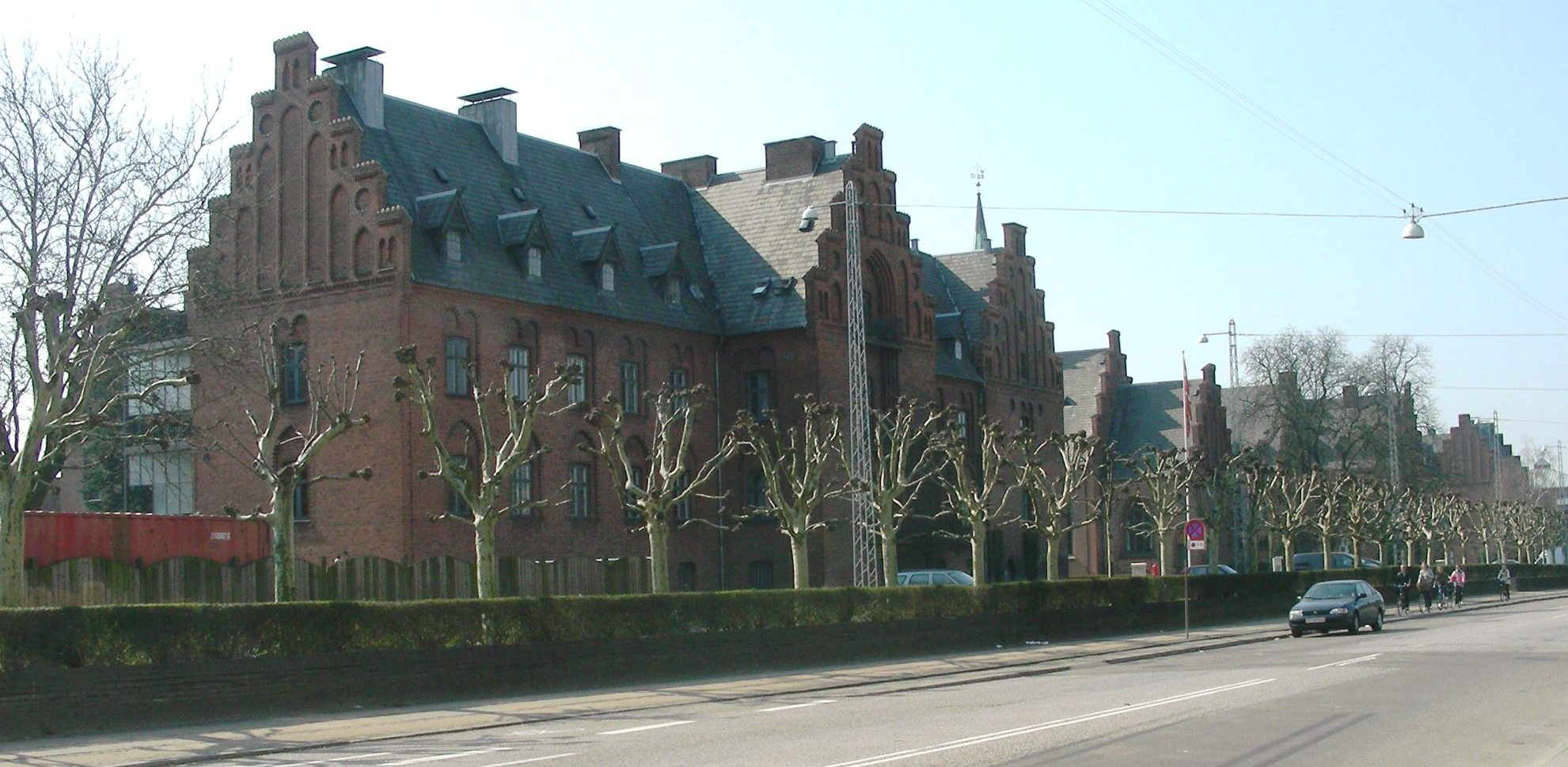
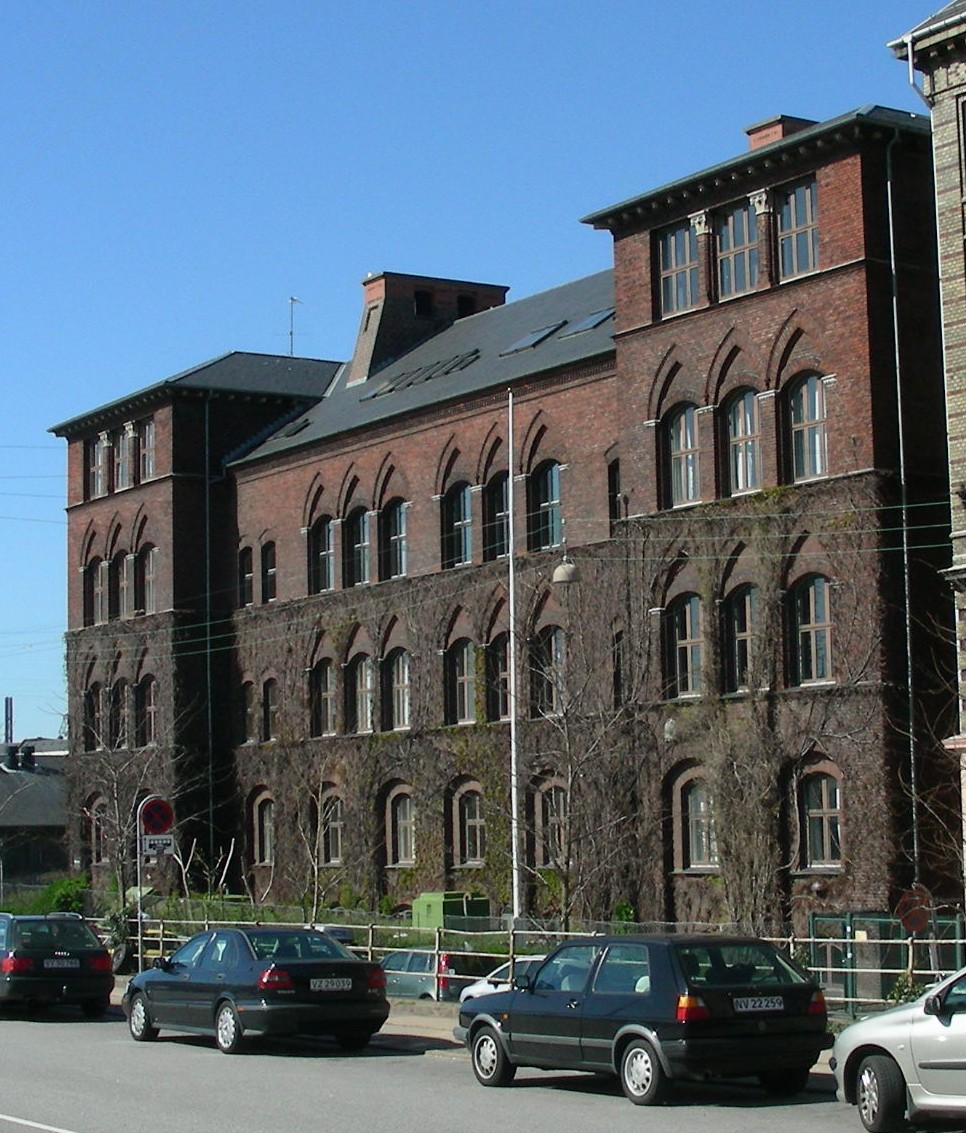